# Лоскутное шитьё

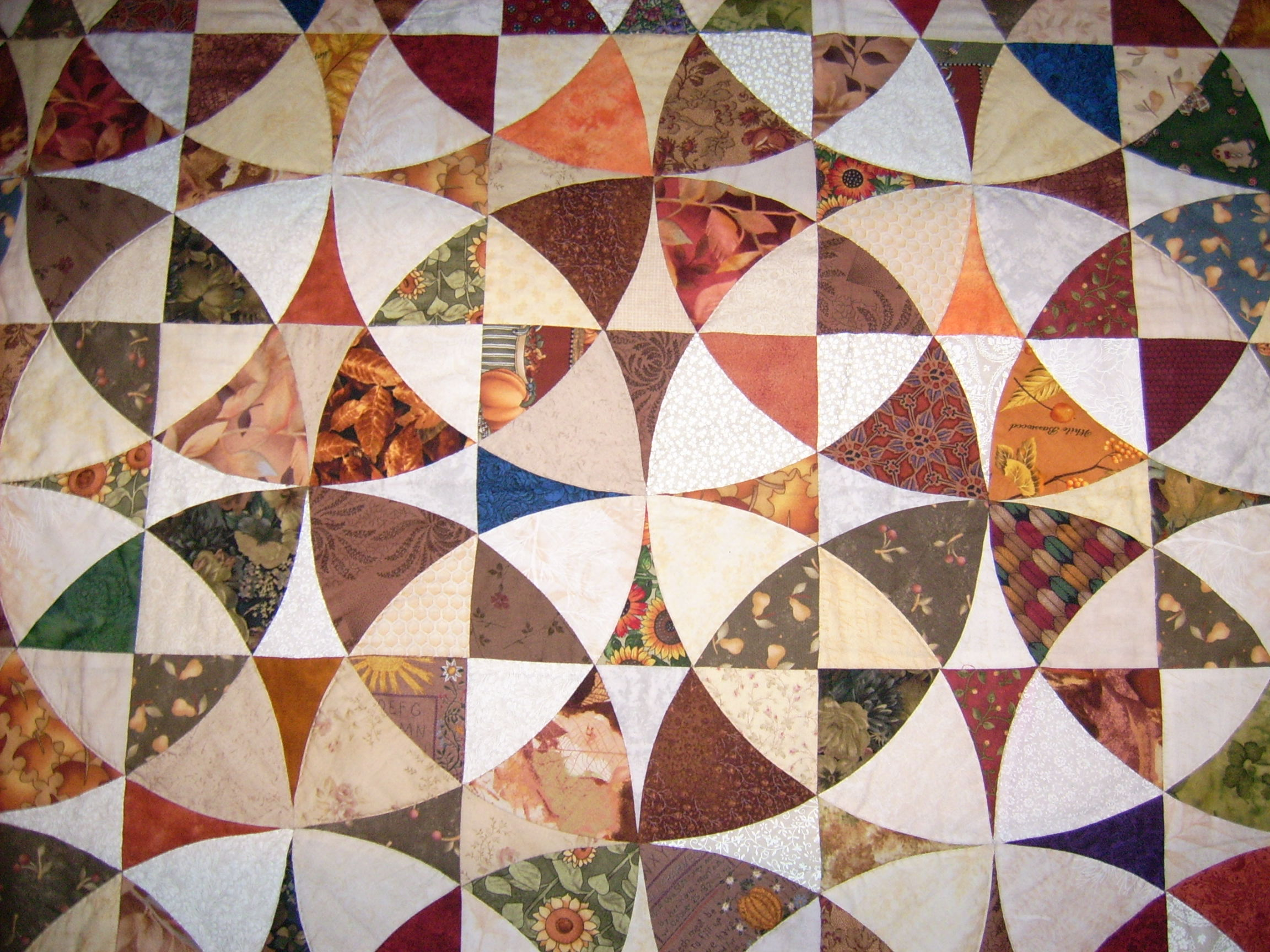
Лоскутное полотно, собранное из деталей с закруглёнными соединительными швами

Лоскутное шитьё, лоскутная техника, лоскутная мозаика, текстильная мозаика (также пэчворк, от англ. patchwork — «изделие из лоскутов») — вид рукоделия, в котором по принципу мозаики сшивается цельное изделие из кусочков ткани (лоскутков). В процессе работы создаётся полотно с новым цветовым решением, узором, иногда фактурой. Современные мастера выполняют также в технике лоскутного шитья объёмно-пространственные композиции. Все швы стачивания в лоскутном полотне находятся на его изнаночной стороне. В России давно используется лоскутная техника, в частности для изготовления стёганых изделий (лоскутных одеял) и других изделий.

## История
Сборка полотна из лоскутов, аппликация из ткани, стёганые изделия издавна существовали независимо друг от друга у многих народов мира. Вероятно, везде, где человек работал с тканью, возникала необходимость использовать обрезки и выпады кроя, и лоскутное шитьё появлялось в том или ином виде. Известен египетский орнамент, созданный из кусочков газельей кожи около 980 года до н. э., в одном из музеев Токио экспонируется сшитый примерно в то же время костюм с украшениями из лоскутов. В 1920 году в Пещере тысячи Будд был найден ковёр, собранный приблизительно в X веке из множества кусочков одежд паломников.

### Англия
В XVI веке в Англию начали поступать красочные ткани разнообразных узоров из индийского хлопка. Одеяло, декорированное вышивкой или набойкой, считалось модным украшением домашнего интерьера. Шитьё из лоскутов появилось в результате дефицита ситца, возникшего из-за запрета продажи в Англии индийских тканей в 1712 году. Таким образом правительство намеревалось сохранить отечественные мануфактуры, на которых производились шерстяные и шёлковые ткани. Ситец попадал в Англию контрабандными путями и его цена резко выросла. Обрезки, оставшиеся после кроя одежды из ситца, не выбрасывали, а использовали для создания других изделий. Крупными фрагментами декорировались шерстяные либо льняные ткани в технике аппликации. Самые мелкие остатки сшивались друг с другом, образуя единое полотно.

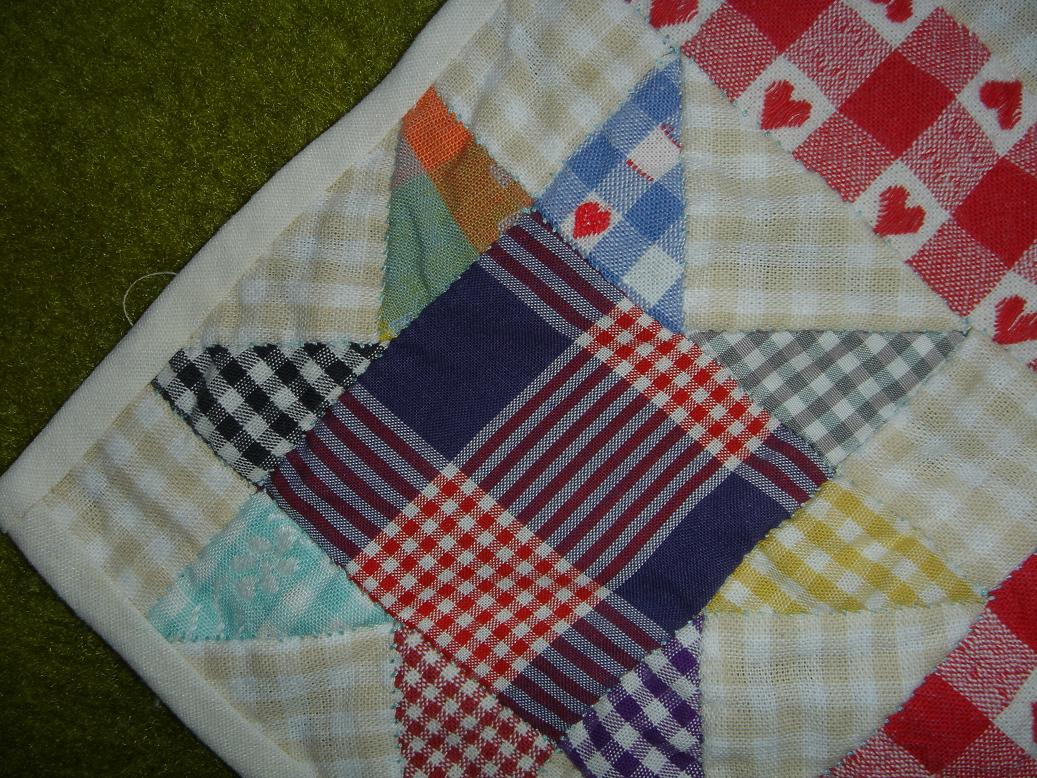
Традиционный американский узор «Зуб пилы».

### Северная Америка
В Новый Свет стёганое полотно попало вместе с переселенцами в 1620-х годах. Из-за нехватки тканей починка стёганых одеял производилась с помощью кусков из старой одежды. Дальнейший дефицит тканей закрепил традицию изготавливать стёганые изделия из лоскутов (квилт). Они с течением времени усложнялись, каждая мастерица старалась создать квилт со своим особенным узором и комбинацией цветов. Обыкновенно американские хозяйки шили верхнюю часть квилта зимой. На простёжку квилта собирались весной все соседки, по вечерам, после работы, к ним присоединялись мужчины. Практически все американские квилты, созданные до 1750 года, изготовлены в технике лоскутного шитья. С течением времени сформировались традиционные блоки узоров лоскутного шитья. Названия многих из них связаны с реалиями повседневной жизни («Зуб пилы», «Медвежья лапа», «Корзинка для штопки»); местностью, в которой этот узор был придуман («Звезда Огайо и Техаса»); ассоциациями с историями из Библии («Лестница Иакова»). Позднее (до 1850 года) стала популярна аппликация. Сохранилось очень мало старинных одеял в технике лоскутного шитья, так как они были предметами повседневного обихода в то время, как квилты с аппликацией предназначались для особых случаев.

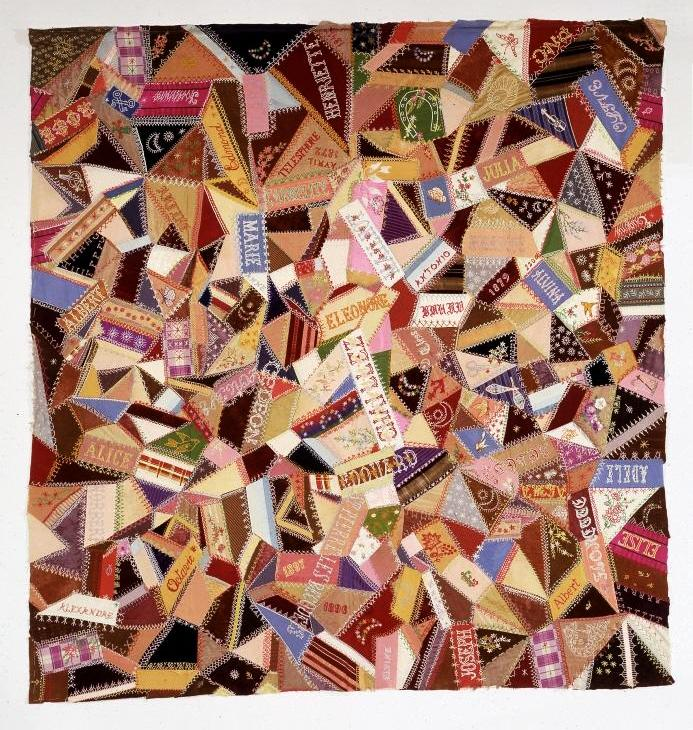
Квилт, выполненный в технике крейзи. 1897.

На Всемирной выставке 1876 года в Филадельфии экспонировались английские работы в новой технике: крейзи (англ. crazy, безумный, известна также под названиями «Спираль», «Карусель», «Роза») из шёлковых тканей, дополненные вышивкой. Техника крейзи позволяла создавать композиции из лоскутков роскошных тканей (парчи, бархата, шёлка) любой формы, расцветки и рисунков, собранных произвольно. Швы, соединяющие лоскуты, украшались разнообразной вышивкой, сами изделия могли дополняться аппликациями и рисунками на ткани. Новый вид рукоделия в 1879 году описал иллюстрированный журнал «Петерсон». Это направление в лоскутном шитье получило название «расшитый квилт» или «японский шёлк» (из-за широкого использования восточных мотивов). Изделия предназначались лишь для украшения, так как лоскутки скреплялись небольшим количеством швов без простёжки, края были декорированы бахромой, кистями, помпонами, кружевом, а прокладка давала усадку, что не позволяло стирать их. Более утилитарные вещи создавались в религиозных кружках рукоделия, где в полотно в стиле крейзи добавляли практичные материалы: шерстяные и хлопковые ткани. Новая техника породила целое направление в американской торговле, предлагающее всем желающим готовые наборы, рисунки вышивок и расписанные вручную блоки шёлка для изготовления лоскутного шитья. К 1910-м годам популярность крейзи идёт на убыль, уступая место обычным видам лоскутного шитья. Модные веяния не коснулись некоторых религиозных общин, оставшихся верными приёмам шитья, выработанным годами: только традиционные узоры и одноцветные ткани используют и сегодня мастера квилта из сект амишей и менонитов.

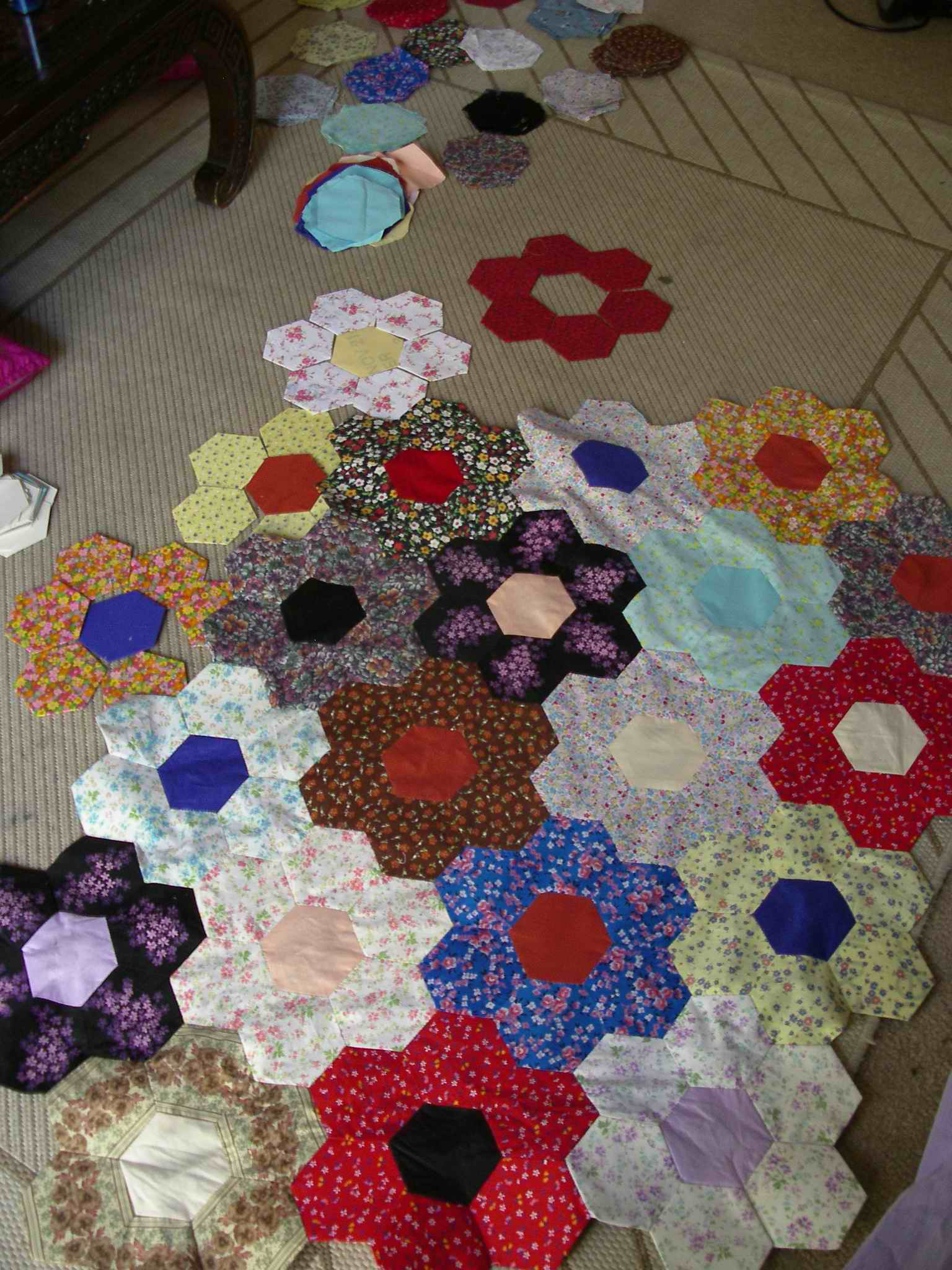
Сборка лоскутного шитья «Бабушкин сад» («Соты», «Гексагон»).

В 1970-х годах в США интерес к лоскутному шитью возродился. Стали популярны квилт-клубы, специализированные магазины предлагают покупателю все необходимые материалы для этого вида декоративно-прикладного искусства, широкий ассортимент тематических книг и журналов. В 1971 году Ив Сен-Лоран создал модель, декорированную лоскутным шитьём, предвосхитив новое направление в моде — увлечение фольклорным романтизмом.

### Россия и СНГ
На Руси издавна было распространено бережливое отношение к ткани, как произведённой дома (до XVIII века в основном в стране использовалось домотканое полотно), так и покупной. «Домострой» содержит подробные инструкции кроя платья, сортировки и сохранения обрезков и починки готовой одежды. Известно, что в XVII веке в среде старообрядцев использовались лоскутные коврики, называемые «подручниками». Рисунок этих ковриков символически изображал девять ангельских чинов.
Шитьё из лоскутов получило широкое распространение во второй половине XIX века с появлением в продаже заграничного ситца. В отличие от домотканых полотен, ширина которых была около 40 см, ткани фабричного производства имели ширину 75—80 см, и при раскрое из них одежды образовывалось большое количество обрезков. Аппликация появилась позднее: так как английские ситцы в России были дороги, считалось неуместным закрывать один ткань другой. Своего пика лоскутное шитьё достигло в конце века, когда было налажено производство дешёвых хлопчатобумажных набивных тканей и появились швейные машины. В основном вещи (большей частью лоскутные одеяла), создаваемые в крестьянской среде, несли исключительно практическую функцию — защищали от холода. На их изготовление шли преимущественно лоскуты ношеной одежды, они были неправильной формы и соединялись случайным образом. Однако параллельно существовала традиция шитья одеял к свадьбе и рождению ребёнка. Эти изделия соединяли в себе функции утилитарную и декоративную. Форма лоскута (полоска, квадрат, треугольник) определялась формой выпада, образовывавшегося при раскрое прямого русского костюма. В конце XIX — начале XX века лоскутное шитьё в народном костюме заменяло сложные в исполнении кружево, вышивки, тканые элементы. В приёмы сборки полотна, цветовое решение изделий всегда привносились художественные предпочтения местных жителей. Были созданы оригинальные техники объемного лоскутного шитья: «ляпаками» (или «ляпачиха»: необработанные разноцветные полоски, нашитые на основу, название каргопольских свадебных одеял, сотканных из небольших лоскутов), «уголками» (ткань сворачивалась углом и настрачивалась на основу), «махрами», «розанами» («кругляки» или за пределами России — «йо-йо» — квадратные либо круглые лоскуты стягивались по намётке, выполненной по окружности, полученные объёмные детали нашивались на основу в один слой или накладывались друг на друга). Наряду с ковриками из уголков были распространены коврики из шнуров-косичек, сплетённых из скрученной ткани, которые выкладывались по кругу и сшивались.
Для традиционного русского лоскутного шитья характерна ручная сборка без использования основы, соединение лоскутов внахлёст, использование разных по размеру деталей.
В начале XX века лоскутное шитьё вместе с коллажем привлекло внимание художников-авангардистов и футуристов, занимавшихся поиском новых средств выражения. После Октябрьской социалистической революции этот вид шитья не вошёл в перечень поддерживаемых государством видов декоративно-прикладных искусств. Позднее лоскутное шитьё стало признаком нищеты, напоминанием о периодах войн и разрухи, пережитых Советской страной. Интерес к этому виду декоративно-прикладного искусства возродился в 1990-х годах, тогда же началось и его изучение. Оно стало не только распространённым хобби, но и самостоятельным жанром декоративного искусства.
В России каждые два года (с 1997 года) проходит фестиваль «Лоскутная мозаика России», где демонстрируются произведения мастеров. Также в Суздале проводится Международный фестиваль лоскутного шитья «Душа России». На Украине с 1997 года проводится Всеукраинский фестиваль лоскутного шитья.
В Азербайджане существует старинная техника лоскутного шитья — гурама.

## Материалы и инструменты

### Цветовой круг
Один из наиболее сложных моментов в технике лоскутного шитья — достижение гармоничного, взвешенного цветового решения произведения. Для преодоления этой трудности некоторые начинающие мастера используют цветовой круг. В настоящее время существуют специализированные компьютерные программы, позволяющие рассчитать гамму будущего изделия.

### Ножницы
Для раскроя ткани используются ножницы с острыми длинными концами, для распарывания швов — маленькие ножницы. Также ткань может разрезаться резаком-колёсиком на специальной подкладке (коврике) с разметкой.

### Булавки и иглы
При шитье на машине без намётки используются одностержневые булавки. Наиболее подходят для этой цели очень тонкие гибкие булавки с ушком в виде петли. Другие виды булавок (с пластиковыми шариками вместо петли, английские булавки) удобны при окончательной сборке изделия.

### Линейка
Универсальная линейка с нанесёнными линиями, размерами и отметками для выполнения различных углов даёт возможность сделать раскрой ткани без предварительно заготовленных шаблонов.

## Ткани

### Подготовка
Наиболее широко применяемые в лоскутном шитье ткани — хлопчатобумажные. Они легки в крое, не скользят при шитье, держат заложенные вручную складки и являются идеальным материалом для начинающих. Недостатки хлопчатобумажных тканей — линька и усадка при стирке. Лён лёгок в шитье, меньше садится, прочен, это популярный материал для подкладок или фона. Льняные ткани сильно мнутся и трудно гладятся. Шёлк благодаря своей деликатной фактуре, естественному блеску, яркости красок смотрится в изделиях очень выигрышно. Однако он даёт сильную усадку при стирке и воздействии высоких температур, сложен в раскрое и шитье, края срезов осыпаются. Редко в сборке лоскутного полотна используется шерсть, тем не менее обладающая рядом достоинств: гигроскопичная, тёплая ткань подходит для изготовления покрывал, подушек, одежды. Края толстых шерстяных тканей не осыпаются, изделия из шерсти отлично держат форму. Кусочки шерсти можно соединять встык при помощи машинного шва «зигзаг». Искусственные и смесовые ткани выглядят нарядно, они не мнутся и отлично стираются, однако способны накапливать влагу. Вискозные ткани сложны в шитье: из-за подвижной структуры полотно скользит, к тому же сильно мнётся и даёт усадку при стирке, вискозу обязательно надо крахмалить. Интересно смотрятся в изделиях ткани (хлопок, шёлк, лён), расписанные или окрашенные вручную.
Если изделие предполагается использовать в быту, необходимо произвести декатировку ткани — намочить (выстирать без использования моющих средств), а затем высушить и отгладить. Если же шитьё будет изготовлено только из новой ткани и его предполагается хранить в месте, защищённом от пыли (например, под стеклом), декатировку можно не делать, сохранив фабричную пропитку и первоначальную яркость красок. Перед работой, во избежание перекоса тканей, срезаются все кромки. Не рекомендуется рвать ткань, это приведёт к распусканию краёв уже в готовом изделии, так как внутренние швы при лоскутном шитье не обмётываются.

### Раскрой

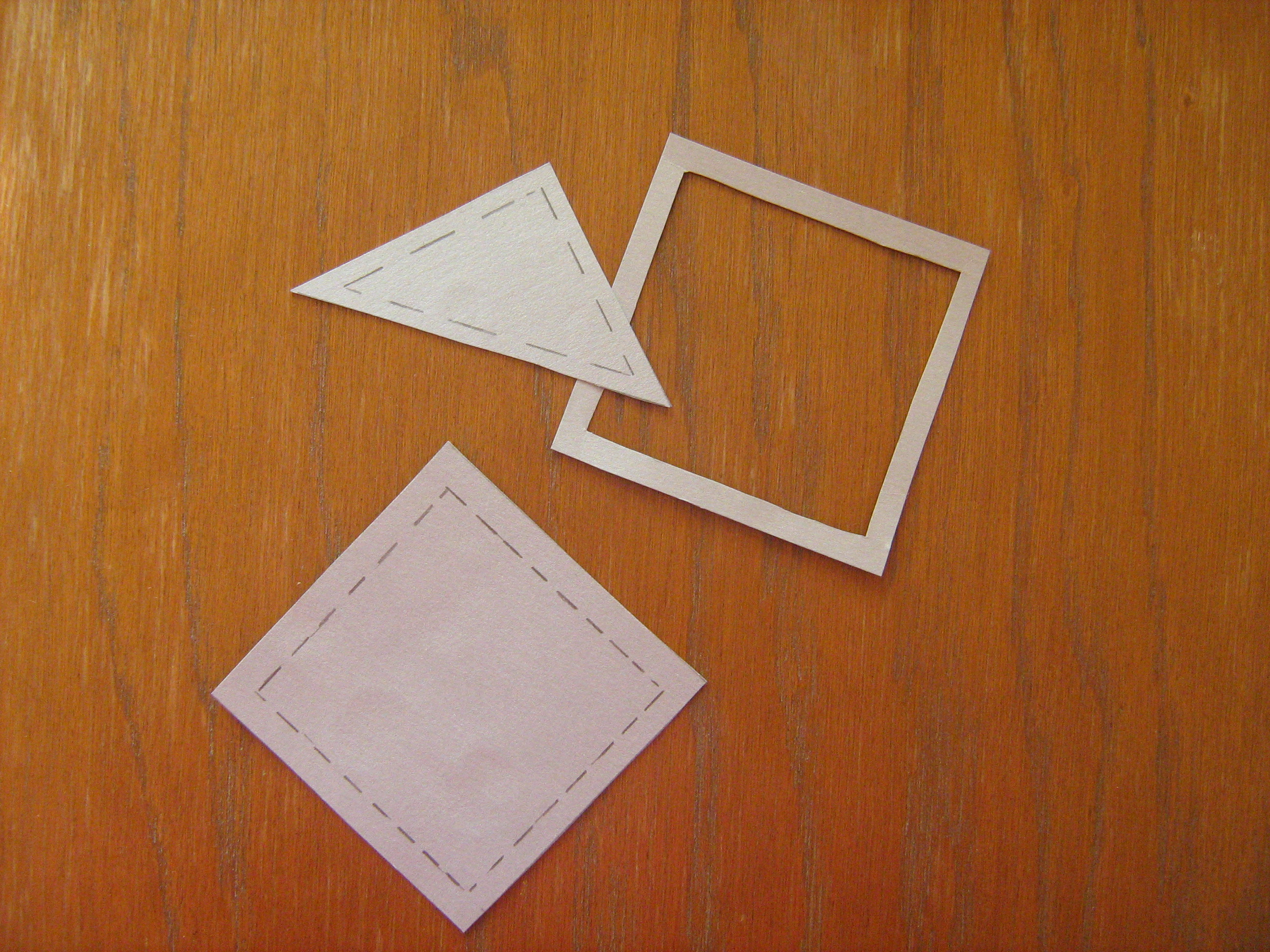
Картонные шаблоны

Залогом успеха в сборке лоскутного полотна является высокая точность кроя. Раскрой ведётся при помощи шаблонов, представляющих собой простейшие геометрические фигуры, из картона с намеченными линиями обреза и шва или прозрачного пластика: они позволяют видеть рисунок. В продаже бывают металлические шаблоны для лоскутного шитья с прорезями для разметки линии стачивания. На швы прибавляется от 5 мм (хлопчатобумажные ткани) до 1 и более сантиметра (ткани, легко осыпающиеся). При раскладке шаблонов на ткани учитывается направление долевой нити. У четырёхугольных деталей долевая должна совпадать с одной из сторон, у треугольников, шестиугольников — быть перпендикулярной основанию.

## Сборка полотна

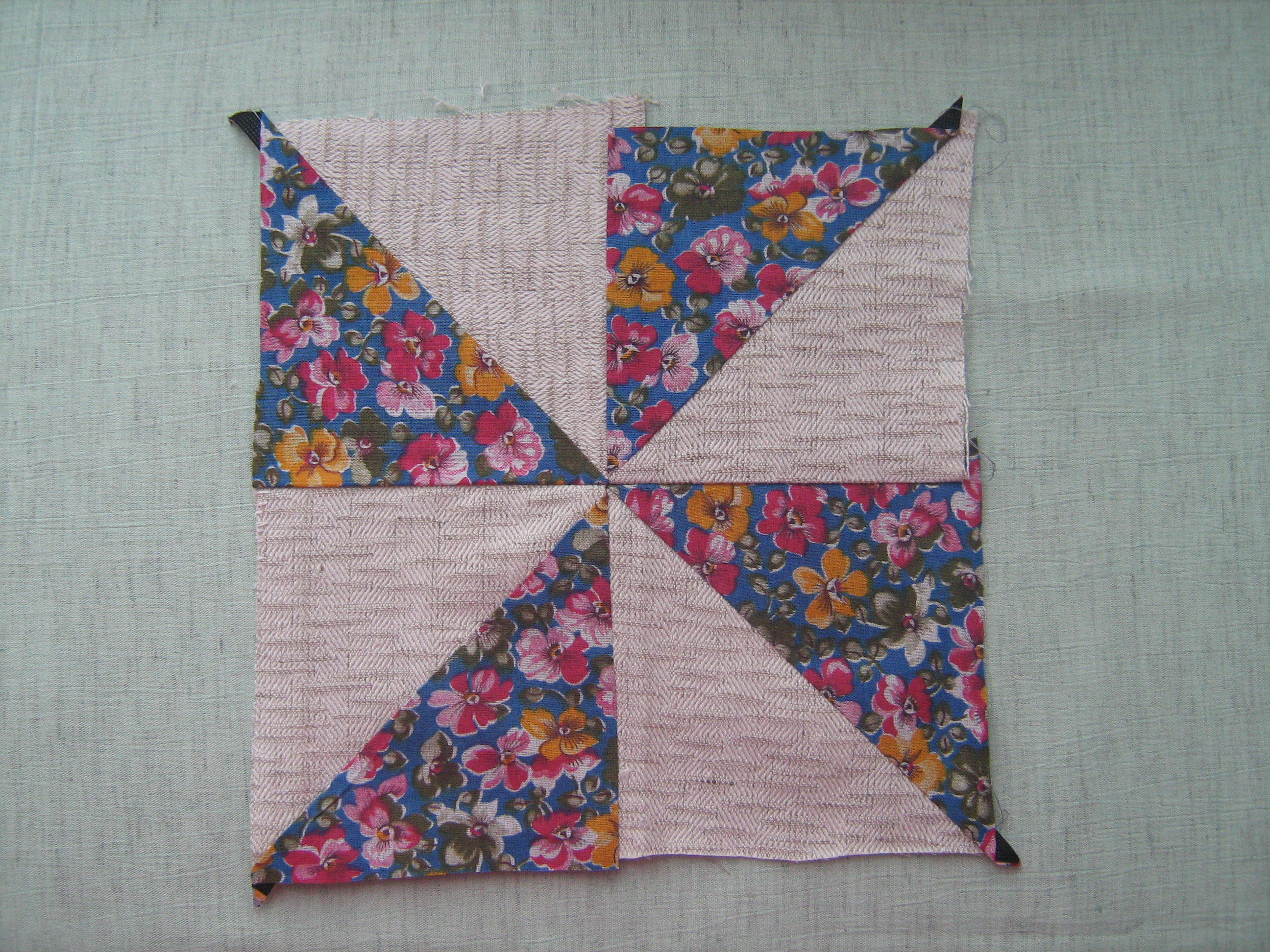
Блок с узором «Мельница».

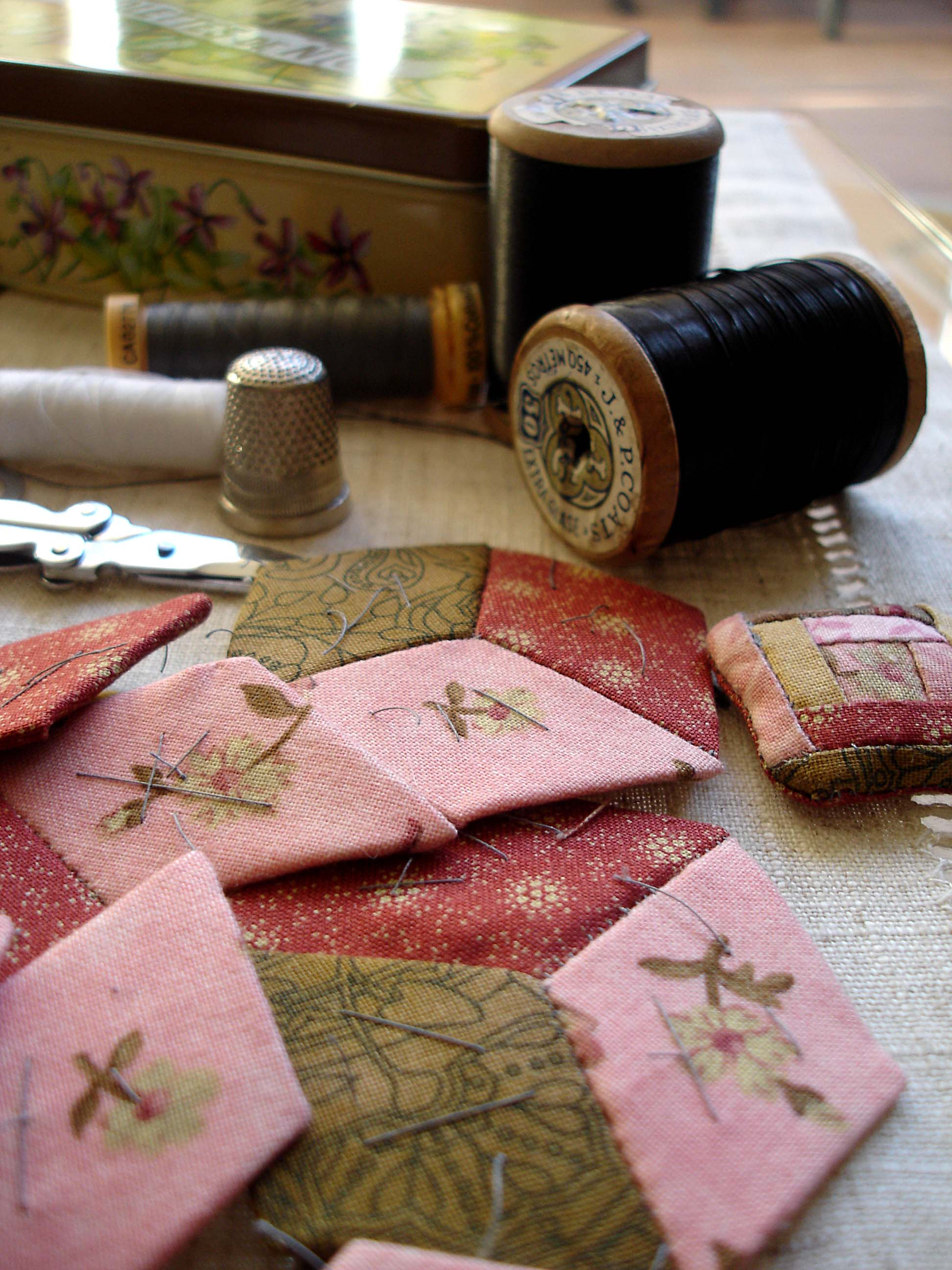
Ручная сборка с натягиванием ткани на картонный шаблон

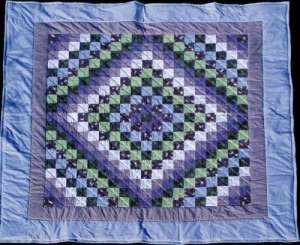
Изделие, выполненное в технике барджелло.

Сборка полотна в лоскутном шитье проходит от мелких деталей к более крупным. При последовательном стачивании деталей создаются блоки узоров, из которых и сшивается изделие. Лоскутное шитьё можно собирать вручную или на машине. Для ручной сборки на изнаночной стороне ткани с помощью шаблона размечается деталь, две детали, сложенные лицевыми сторонами с совмещением линий разметки, смётываются или скалываются булавками и сшиваются мелким намёточным швом. Нить аккуратно закрепляется в начале и конце линии шва. При стачивании шва на швейной машине после того, как прошиты две детали, без обреза нити, переходят к соединению последующих пар деталей (так называемое шитьё «флажком», «цепочкой»). Когда шитьё закончено, нити полученной цепочки разрезаются. Ещё один вид сборки — ручной, с использованием ткани, натянутой на картонный шаблон, применяется для блоков типа «Бабушкин сад». На заготовки из картона (при сборке «Бабушкиного сада» используются шестиугольники) натягиваются и скрепляются несколькими стежками лоскуты, выкроенные с учётом припусков на швы. Заготовки с тканью складываются лицевыми сторонами внутрь и сшиваются вручную потайным швом.
Одним из простых и быстрых способов сборки полотна является шитьё полосами. Полосы ткани выкраиваются по долевой нити с помощью шаблона и последовательно пристрачиваются на основе. В качестве основы используется хлопчатобумажная или льняная ткань, бумага (удаляется после шитья), флизелин. Чтобы избежать перекоса полотна полосы сшивают, каждый раз меняя направление (например, первая и вторая — сверху вниз, вторая и третья — снизу вверх и так далее). Припуски швов заглаживаются, если возможно, на сторону более тёмной ткани. Заутюживание швов в одну сторону добавляет прочности изделию. На сборке полотна полосами основана техника bargello: сшитые полосы разрезаются в поперечном направлении, а затем снова собираются в полотно со смещением. Такой приём при использовании гармонично подобранных тканей разных оттенков одного цвета, оттеняемых контрастными, создаёт эффект плавного перехода, «растяжки» или «раската» цвета.
Для облегчения и ускорения процесса сборки выпускается неклеевой флизелин для лоскутного шитья с размеченной сеткой геометрических фигур (квадратов или треугольников).
При сборке блоков с закруглёнными деталями («Обручальное кольцо», «Путь пьяницы», «Время и энергия») на соединяемых частях кромки присобираются, определяются и скалываются средние точки, совмещаются их углы. Деталь с выемкой аккуратно припосаживается и соединяется булавками с деталью с выпуклым срезом. При стачивании на машине деталь с выпуклым срезом располагается сверху.
При сборке «Витраж» фрагменты лоскутного полотна пришиваются встык, швы маскируются тесьмой, лентой, узкими полосами ткани. В классическом варианте этой сборки контуры фигур обрамляются материалом, контрастным по отношению к основному изображению.

## Образцы лоскутного шитья

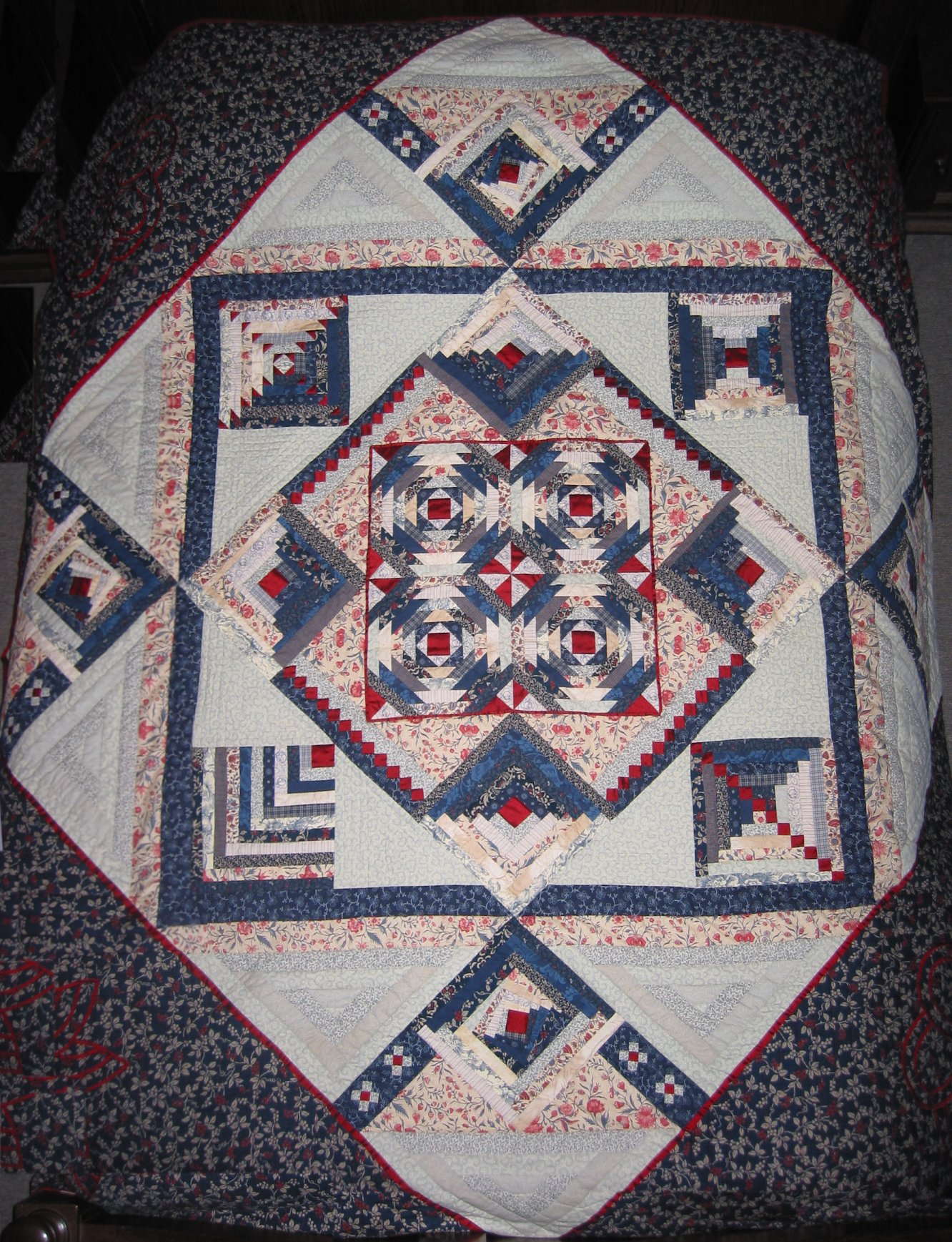
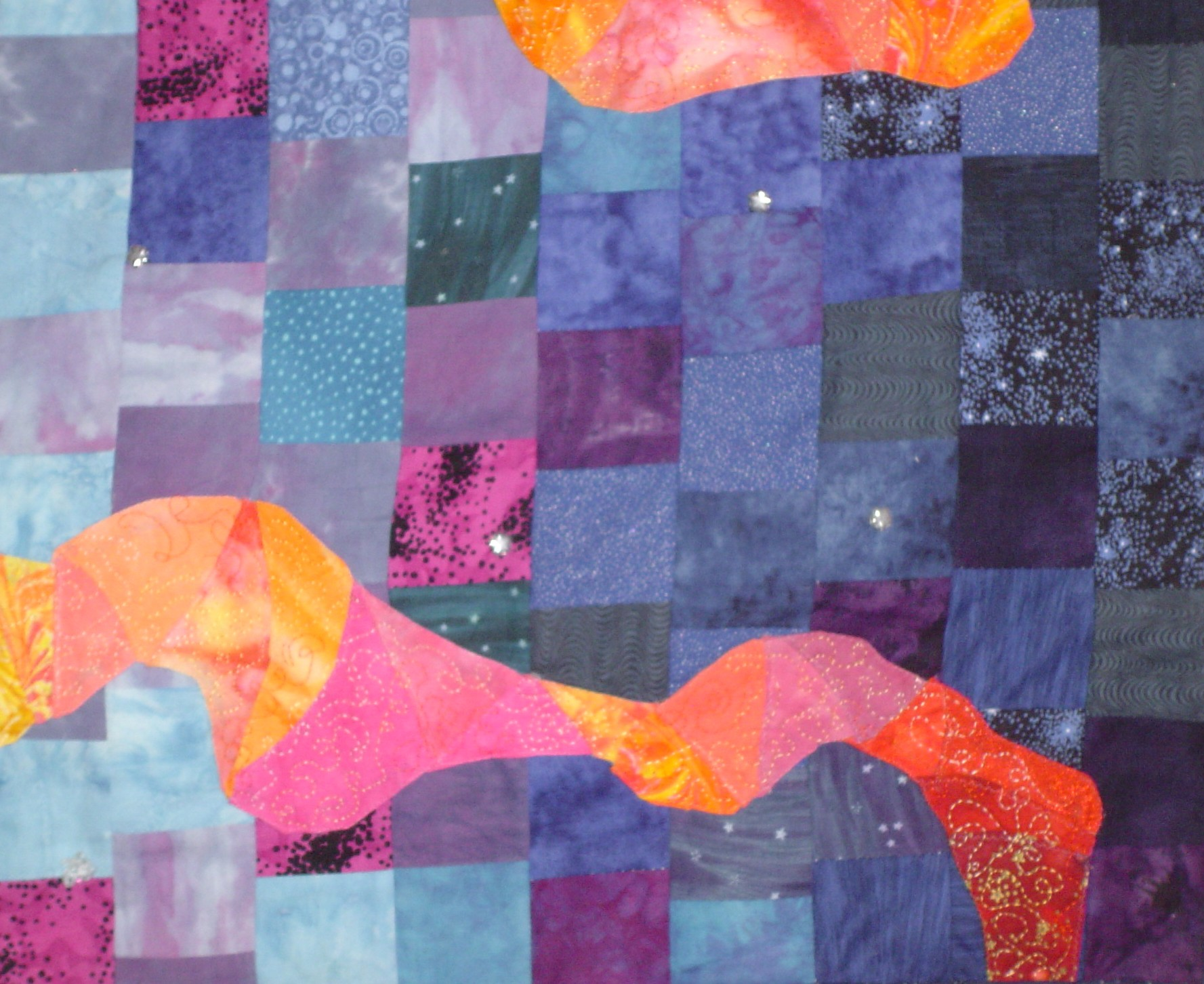
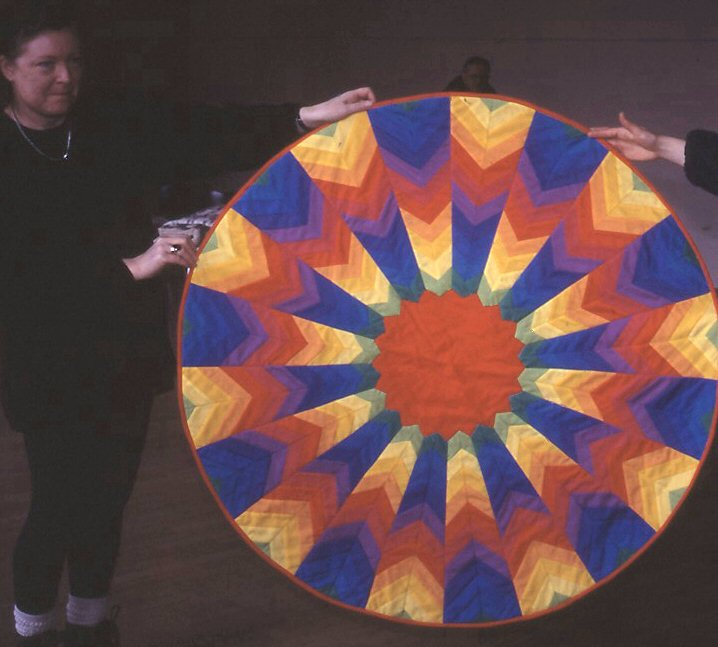
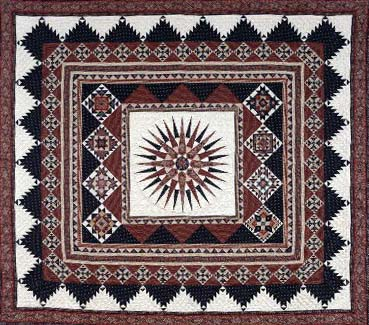
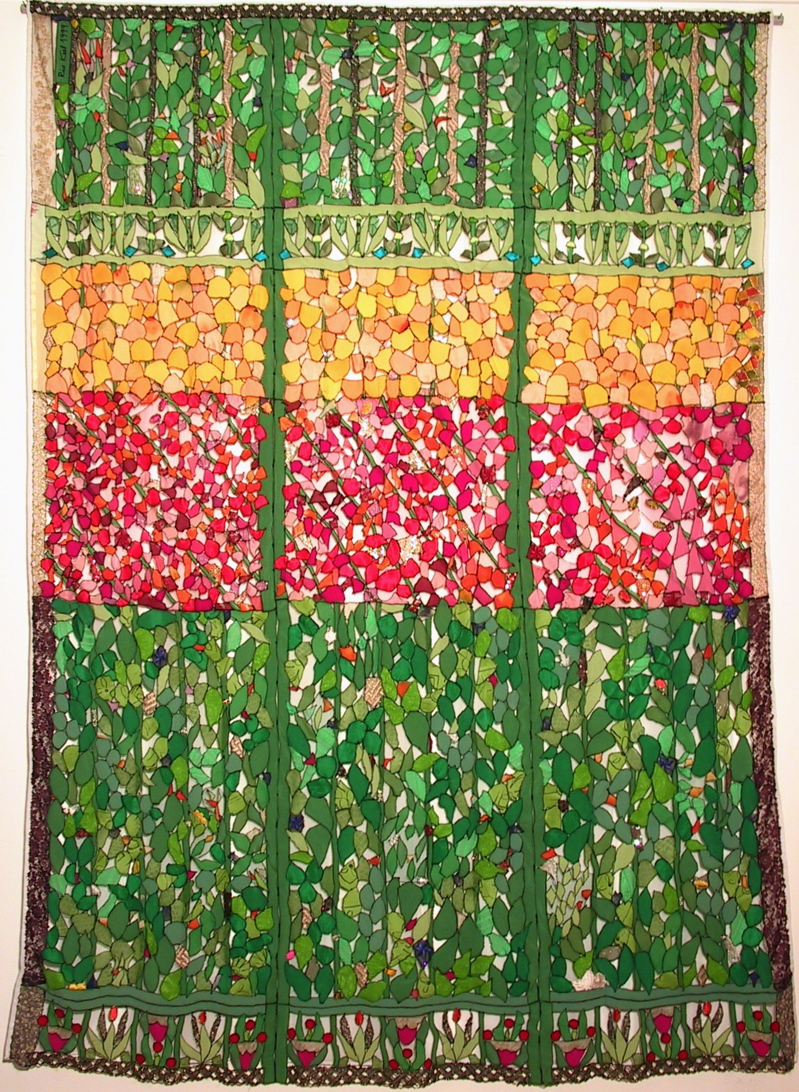
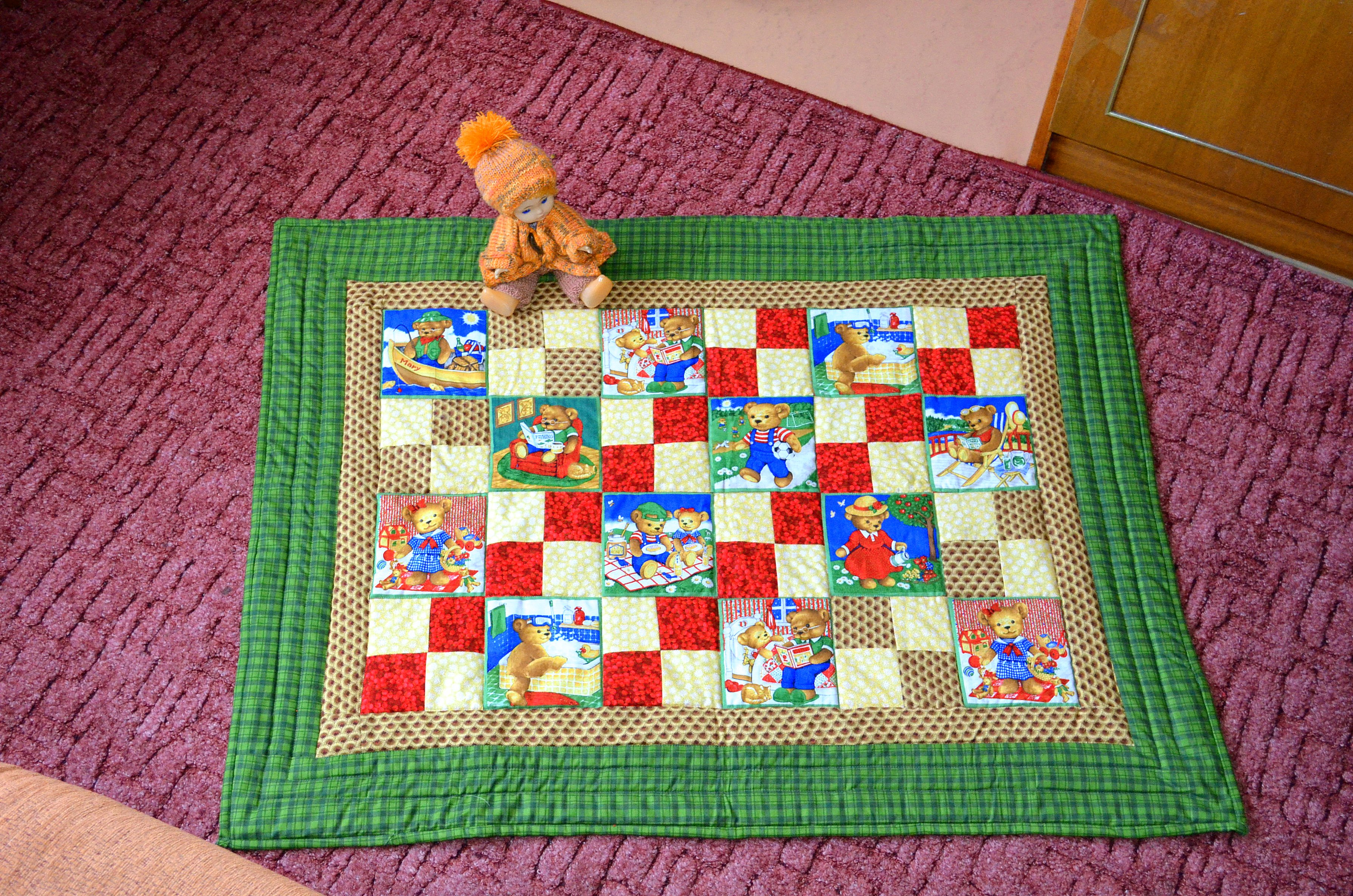

## Комментарии
1. ↑  Б. Штауб-Вахсмут на четыре стежка «вперёд иголкой» предлагает выполнять один «стегальный стежок».